# Jonas Karlström
Jonas Henry Karlström, född 3 oktober 1978 i Lund, är en svensk skådespelare och dramatiker.
Karlström växte upp i Karlskrona och har gått teaterlinjen vid Fridhems folkhögskola i Svalöv. Han har medverkat i ett flertal produktioner vid bland annat Moomsteatern i Malmö och Teater Sagohuset i Lund och även skrivit egna teaterpjäser för barn och vuxna. Han har i några år dessutom bland annat medverkat i den prisade TV-serien Barda på SVT i rollen som skogsalven Sirion. I produktionen Peter Pan och Wendys resa på skeppet Jarramas i Karlskrona sommaren 2014 spelar han titelrollen och är dessutom författare och initiativtagare.

## Filmografi
- 2005 – Doxa
- 2005 – Dödssyndaren
- 2006 – Frostbiten
- 2006 – Snapphanar (miniserie)
- 2007 – Barda (TV-serie)
- 2007 – Isprinsessan
- 2007 – Predikanten
- 2009 – Stenhuggaren
- 2010 – Olycksfågeln
- 2011 – Gränsen
- 2011 – Irene Huss - Den som vakar i mörkret
- 2013 – Pleasure
- 2015 – Drottning Kristina - Den vilda drottningen